# Horodek (obwód witebski)
Horodek (biał. Гарадок, Haradok) – miasto na Białorusi, stolica rejonu horodeckiego obwodu witebskiego, 30 km od Witebska. Liczy 12,9 tys. mieszkańców (2010).
Znajduje tu się stacja kolejowa Horodek, położona na linii Jeziaryszcza – Witebsk.

## Historia
W średniowieczu znajdował się tu gród obronny. W późniejszym okresie w północno-zachodniej części dawnego miasta wznosił się zamek. Znajdował się w składzie starostwa jezierzywskiego.
Po I rozbiorze Rzeczypospolitej w 1772 roku włączony do Rosji.
Pod koniec XIX wieku większość ludności stanowiła ludność żydowska.
Podczas okupacji hitlerowskiej, we wrześniu 1941 roku Niemcy utworzyli getto dla żydowskich mieszkańców. Przebywało w nim około 1500 osób. W październiku 1941 roku Niemcy zlikwidowali getto, a Żydów zamordowali w Berezówce i lesie Worobiewy. Sprawcami zbrodni było Sonderkommando 7a dowodzone przez dr. Waltera Blume. Akcją dowodził Obersturmführer Richard Foltis. 

## Herb
Herb Horodka został ustanowiony 20 stycznia 2006 roku rozporządzeniem prezydenta Białorusi nr 36.